# Титла при жените на WWE (1956-2010)
 За настоящата титла при жените вижте Титла при жените на WWE.  За титлата на дивите вижте Титла на дивите на WWE.
Титлата при жените на WWE беше кеч шампионска титла при жените на компанията World Wrestling Entertainment (WWE). Създадена през 1956, тя е най-старата активна кеч титла в историята World Wrestling Entertainment до пенсионирането си през 2010 след сливането с титлата на дивите на WWE. Нова Титла при жените на WWE е създадена през 2016, но въпреки че и двете титли споделят едно и също име, и че оригиналната е неин предшественик, новата титла не споделя хронологията на първата.

## История
На 18 септември 1956, Прекрасната Мула става първата шампионка при жените, призната от World Wrestling Entertainment. Титлата се разделя от оригиналната Световна титла при жените на NWA от National Wrestling Alliance, която още е активна. През 1983, World Wrestling Federation (WWF, сега WWE) се разделя с NWA и тогавашната Световна шампионка при жените на NWA Прекрасната Мула става шампионката на компанията. Тя е призната шампионка от компанията, носейки титлата за повече от 28 години. Скоро WWF сменят името ѝ на Титла при жените на World Wrestling Federation (WWF).
През 1990, титлата става неактивна след като Рокин Робин я предава след напускането си от WWF. Тогава през декември 1993, титлата се възвръщ, когато Алундра Блейз печели турнир за свободната титла. Обаче, титлата отново става неактивна след като Блейз е отстранена от WWF. Блейз, като Мадуса, неочаквано подписва с World Championship Wrestling през 1995 и хвърля титла, която все още притежаваше, в кош за боклук на епизод на WCW Monday Nitro (в нейната реч от Залата на славата на WWE през 2015, Блейз „връща“ титлата). Титлата отново се възвръща през 1998, когато Джаклин Мур побеждава Сейбъл и печели титлата.
След смяната на името през 2002, титлата става известна като Титла при жените на WWE. С разширяването на марките през март 2002, титлата първо остава в шоутата Първична сила и Разбиване, докато повечето стават титли на едно от двете шоута. През септември тя става титла на Първична сила. Титлата при жените остава единствената женска титла, до 4 юли 2008, когато двойничка на титлата, наречена Титла на дивите на WWE, е създадена за шоуто Разбиване.
През април 2009, Титлата при жените става титла на Разбиване, когато завръщащата се Мелина се мести от Първична сила към Разбиване по време на Жребия за 2009, замествайки Шампионката на дивите на WWE Марис, която тогава се мести в Първична сила. На 28 юни, Сбиването, Мишел Макул става първата жена, носителка на титлата на дивите и при жените едновременно. Други жени също са били двойни шампионки, включително Мики Джеймс, Мелина, Бет Финикс и Лейла. Макул и Мелина са единствените жени, носителки на двете титли едновременно за повече от един път.
Титлата при жените се слива с Титлата на дивите на Нощта на шампионите през септември 2010. Този мач е спечелен от Мишел Макул, обединявайки двете титли в Обединената титла на дивите на WWE, правейки титлата при жените неактивна, а новата титла продължава хронологията на титлата на дивите; титлата след това оставя името „Обединена“ и започва да се нарича Титла на дивите на WWE.
На 3 април 2016, на КечМания 32, нова Титла при жените на WWE е създадена, замествайки титлата на дивите, обаче, новата титла не споделя хронологията на първата, но WWE признава че е предшественик.

### История в марките
След Разширяването на марките на 25 март, всички титли на WWE стават само на марките Първична сила или Разбиване. Това е списък, преследващ преминаването на Титлата при жените на WWE между шоутата Първична сила и Разбиване.
| Цвят | Цвят                                         |
| ---- | -------------------------------------------- |
|      | Шампионската титла се мести в Първична сила. |
|      | Шампионската титла се мести в Разбиване.     |

| Дата на местене | Пояснение |
| --------------- | --- |
| Септември 2002  | Титлата при жените става титла на Първична сила. |
| 13 април 2009   | След Жребият, шампионката по то това време, Мелина, се мести в Разбиване, заедно с титлата. Титлата остава в Разбиване до нейното сливане с Титлата на дивите на WWE през септември 2010. |

## Носителки
Първата шампионка е Прекрасната Мула, която побеждава Джуди Гейбъл на 18 септември 19856. Мула държи рекорда за шампионка за най-дълго време, носителка за 10 години, под WWWF Мула я носи за 27 години. Мула носи титлата най-много пъти, носейки я 8. В WWE, Триш Стратъс носи титлата най-много пъти, със 7. Мики Джеймс носи титлата за най-кратко време, за 1 час. Докато е в Париж на 24 април 2007 Джеймс побеждава тогавашната шампионка МЕлина и Виктория в тройна заплаха. Обаче, Джонатън Коучман, Главния мениджър на Първична сила, решава че след като Джеймс тушира Виктория, Милна трябва да получи незабавен реванш, който тя печели.
Единствения шампион при жените е Харви Уипълмен. На 30 януари 2000, Уипилмен печели Титлата при жените от Котката, докато е маскиран и използва името „Хервина“ в мач с дървари в басейн; мача се провежда в басейн, пълен със сняг, обграден от жени, които трябва да попречат на участниците да излизат от басейна.
Женската дивизия приключва след напускането на Робин. Алундра Белйз печели титлата след като е възвърната през 1993. Чайна напуска компанията докато е шампионка. Триш Стратъс печели седмата си титла в последния си мач на Непростимо през 2006 срещу Лита преди да се пенсионира на следващата вечер, освобождавайки титлата. Мишел Малук обединява Титлата прижените и на дивите на мястото на Лейла, правейки я последната и непобедима шампионка.

## Вижте
- Титла при жените на WWE
- Титла при жените на NXT
- Титла на дивите на WWE